# Osmolaridade

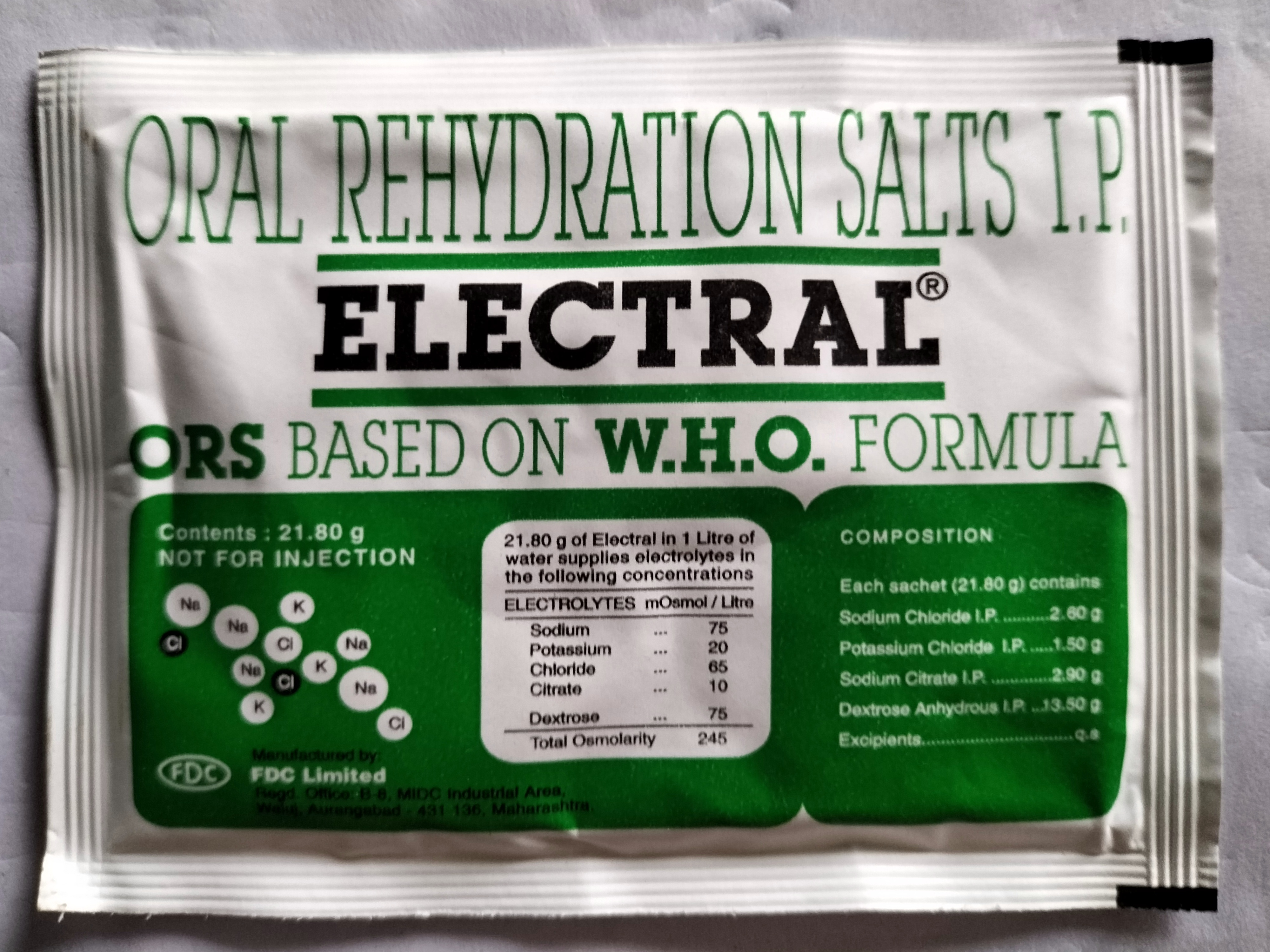
Sachê indicando a osmolaridade de seus componentes.

Osmolaridade, também conhecida como concentração osmótica, é a medida de concentração de soluto, definida como o número de osmoles de soluto por litro de solução (Osm/L). Enquanto a molaridade é a quantidade de moles de soluto por unidade da solução, a osmolaridade é a quantidade de osmoles de todas as partículas (permeantes e impermeantes) de soluto dispersas por unidade de volume da solução. 

## Unidade
A unidade da Concentração Osmótica é o Osm/L ou Osmole/L. Esta não é uma unidade do SI.

## Tipos de Solutos
Osmolaridade é diferente de Molaridade porque alguns compostos podem se dissociar quando estão em solução, enquanto outros não podem.
Compostos iônicos, como sais, podem se dissociar em seus íons constituintes quando em solução, de forma que não há uma relação um-pra-um (função) entre as duas medidas. Por exemplo, o cloreto de sódio se dissocia em Na+ e Cl-. Assim, para cada MOL de Cloreto de sódio, há dois Osmoles (2 Osm): um de sódio outro de cloro. No caso do Cloreto de Magnésio, MgCl2, que se dissocia em um cátion Mg+ e dois ânions CL-, cada MOL de MgCl2 tem 3 Osmoles (3 Osm).
Já os compostos não iônicos não se dissociam. Assim, 1 MOL de glicose tem 1 Osm.

## Osmolaridade vs. Tonicidade
Osmolaridade e Tonicidade são conceitos relacionados mas distintos. Osmolaridade mede a concentração de solutos por unidade de volume de solução, independente da membrana semipermeável. O conceito de tonicidade, por sua vez, é atrelado à permeabilidade ou não da membrana aos solutos da solução. Uma membrana é dita semipermeável se ela permite a passagem de solvente e de alguns solutos, mas não todos. Os solutos que podem cruzar livremente a membrana semipermeável não exercem pressão osmótica, logo entram no cálculo da Concentração Osmolar (Osmolaridade), mas não da Tonicidade.

## Osmolaridade vs. Osmolalidade
A Osmolaridade expressa a quantidade de partículas de soluto por unidade de volume de solução. A Osmolalidade expressa a quantidade de partículas de soluto por unidade de massa de solvente. Em baixas concentrações, os valores são muito aproximados.

## A Osmolaridade Plasmática
A osmolaridade plasmática (do sangue humano) pode ser calculada pela equação:
Osmolaridade Calculada = 2xNa + Glicose/18 + Uréia/6 (em concentrações).
Como a uréia atravessa livremente a membrana celular, ela não afeta a Tonicidade do plasma. 
A medição laboratorial é feita em Osmolalidade, não em Osmolaridade. Entretanto, como são aproximadamente iguais em soluções diluídas, na prática clínica, são valores intercambiáveis. A osmolalidade plasmática normal no ser humano varia entre 275 e 290 mOsm/kg H2O.

## Gap Osmolar
O Gap Osmolar é a diferença entre a Osmolalidade medida e a Osmolaridade calculada. 

## Considerações
A diferença entre a osmolaridade e a osmolalidade de uma solução se torna insignificante em soluções diluídas, mas é relevante ressaltar que o volume de uma solução aquosa é influenciado pela temperatura, o que não ocorre com a massa. Assim, a osmolaridade de uma solução será influenciada pela temperatura.